# بیوک وطنخواه
بیوک وطنخواه (زاده ۱۳ بهمن ۱۳۲۱ در تبریز) بازیکنان سابق تیم ملی فوتبال ایران بوده‌است.

## زندگی ورزشی
بیوک از سنین کودکی به فوتبال علاقه داشت و توانست در ۱۷ سالگی در تیم ملی فوتبال ایران بازی کند.
او در تیم‌های باشگاه فوتبال راه آهن، تاج، باشگاه فوتبال شاهین و پرسپولیس (۱۳۵۳-۱۳۴۶) بازی کرده‌است.همچنین او در سالهای ۱۳۵۱-۱۳۵۰ کاپیتان پرسپولیس بدون است. وی در سال ۱۳۵۳ بازنشسته شد.
بعد از بازنشستگی او مربی تیم امید پرسپولیس شد و سپس در تاریخ ۲۶ اردیبهشت ۱۳۵۴ به عنوان مربی تیم بزرگسالان پرسپولیس انتخاب شده.

### جوانترین مربی قهرمان
- بیوک وطنخواه٬سرمربی پرسپولیس در لیگ ۱۳۵۴ توانست در سن ۳۳ سالگی٬ این تیم را قهرمان کند و عنوان جوانترین مربی قهرمان تاریخ لیگ ایران به خود اختصاص دهد.[۱]

### نخستین مربی (ایرانی) قهرمان
- بیوک وطنخواه٬ سرمربی پرسپولیس در لیگ ۱۳۵۴ ٬نخستین مربی ایرانی بود که توانست تیمی را در لیگ ایران قهرمان کند.[۲]